# Немски дългокосмест пойнтер
Немският дългокосмест пойнтер (Лангхаар) (на немски: Deutsch Langhaar, [dɔɪ̯t͡ʃ ˈlaŋhaːɐ̯ˌ]; на английски: German Longhaired Pointer, [ˈd͡ʒɜː.mən ˈlɒŋ.heəd ˈpɔɪn.tə], ) е порода кучета, селектирана в Германия. Породата се използва като многофункционален птичар. Породата е тясно свързана с немския късокосмест пойтер (курцхаар), немския твърдокосмест пойтер (дратхаар) и големия мюнстерлендер, който преди това е бил част от породата.

## Описание

### Външен вид
Лангхаарът трябва да бъде мускулест, елегантен и атлетичен. Не трябва да е обемист или тромав и трябва да може да се движи с голяма скорост и свобода. Има умерено изпъкване на скелета, но не трябва да се стига до твърде големи хлътвания на кожата, т е. такива при които кучето изглежда слабо и изтормозено. Подобно на всички немски пойнтери, те имат ципести крака. Още от ранна възраст кученцата трябва да бъдат наблюдавани за агресия.

#### Козина и окраска
Козината е средна дължина, около 3-5 см (1,2-2,0 инча),  спускаща се по дължина на тялото, с малко по-дълго „оперение" (по-дългите кичури козина, намиращи се по кучешките тела, например по ушите, краката, опашката или гърдите) (на английски: feathering ). Козината е леко вълниста, но не трябва да е къдрава. Не е копринена или мека, а по-скоро твърда и блестяща. Винаги има двойна козина, като подкосъмът е доста гъст, но не толкова обилен, че да води до видимо надигане на горния слой (на английски: guard hairs). Цветът е или изцяло кафяв, с разрешено бяло на гърдите, лапите и в горната част на муцуната, или тъмнокафяв, с големи петна от плътно кафяво, особено по главата, ушите, гърба и основата на опашката.

#### Размер
Лангхааарите са с размери между 60–70 см (24–28 инча) при холката при мъжките и 58–66 см (23–26 инча) за женските. Тежат около 30 кг (66 паунда) .

#### Походка
Крачките трябва да са дълги и свободни, със силно движение от задните крайници и добър обхват отпред.

### Темперамент
Лангхааарите са мила, нежна, приятелска и интелигентна порода. Те са много привързани и може да изпитат тревожност при раздяла. Те са добри домашни любимци само когато се упражняват правилно, тъй като се нуждаят от „работа“ и не се адаптират добре към заседнал начин на живот. Лангхаарът е отличен семеен домашен любимец, тъй като обича да играе с деца. Също така е  много общителен с другите кучета.

## Грижа
Лангхааарът е много подходящ за обучение и е работлива порода. Поради това се нуждае от много упражнения ежедневно, което ги прави неподходящи за стопани, които не биха могли да отделят достатъчно време за такива дейности. Не е подходящо за градски живот, тъй като се нуждае от достатъчно място за бягане и плуване. Идеалната му обстановка би била в селски район, с активен собственик, който ловува с кучето редовно. Лангхаарите се нуждаят от умерено количество грижа тип подстригване, почистване на уши, подрязване на нокти и т.н. (около веднъж или два пъти седмично). Те са много интелигентни, много податливи на обучение и притежават атлетични черти, които ги правят подходящи за много кучешки спортове, особено полеви изпитания, изпитание за послушание (на английски: obedience trial) и аджилити .

## Здраве
Тъй като те са доста редки в повечето части на света, лангхааарите  не са популярни сред незаконните развъдници и поради това няма никакви генетични нарушения, преобладаващи в породата. Ушите им са леко податливи на инфекции, проблем, който лесно се избягва чрез редовно почистване на ушите на кучето, включително и след плуване.

## История
Лангхаарът е разработен в Германия за използване като куче за лов на дивеч. Първоначално е било доста бавно куче, затова е кръстосано със сетери и английски пойнтери през 19-ти век с цел подобряване на скоростта му. Екземплярите в този етап на развитие на породата проявяват упоритост и темпераментен, но в по-късен етап започват да се селектират тези, които имат по-уравновесен и приятелски характер. Породата за първи път е представена през 1878 г. във Франкфурт, по това време е написан първият стандарт за порода. След това животновъдите започнали да насочват усилията си към селектирането на кучета, които се представят еднакво добре на полето и на изложбения ринг, начинание, продължено от развъдниците и днес.
Функционалността станала предпочитана пред формата. Както Карл Бранд, ранен експерт и теоретик по тази порода и нейните предшественици, пише в llustrierten Jagdzeitung (1883): „На полевите състезания (изпитания), които трябва да бъдат част от програмите за развъждане, кучетата се надяваме да докажат, че не са загубили естествената си ловна способност през годините, когато само външният им вид беше определящ за развъждането. " ( т.е. преди 1878 г., когато само пет родословни майки, съставляващи отделни, но успоредни линии, са в рамките на дългокосместта порода).
Подобно на повечето дългокосмести породи, породата произлиза от пойнт шпаньола. Тя сред най-старите представители на така наречените „универсалните породи“, също така тя е една от малкото, при които черното не се приема като приемлив цвят. 
Породата „Голям мюнстерлендер“ е отделена от лангхаара, след като бива решено, че лангхаарите трябва да бъдат само кафяво-бели (поради това, че оцветяването е включвало и някои нежелани характеристики). Прародител на породата „Голям мюнстерлендер“  станала черно-бялата разновидност.
Линиите за размножаване са регистрирани във Foundation Stock Service от май 2010 г.; и в сила от 1 юли 2011 г. породата е одобрена да се състезава в AKC Performance Events.